# Artis Gilmore
Pour les articles homonymes, voir Gilmore.
Artis Gilmore, né le 21 septembre 1949 à Chipley en Floride aux États-Unis, est un joueur américain de basket-ball ayant évolué en American Basketball Association puis en National Basketball Association.

## Biographie

### Les débuts
Sa carrière universitaire commence au Gardner-Webb Junior College puis à Jacksonville University, conduisant alors les Dolphins de Jacksonville à la finale NCAA en 1970. Durant ses deux années en NCAA il possédait une moyenne d'au moins 20 points et 20 rebonds par match. Sa moyenne de 22,7 rebonds par match sur sa carrière universitaire est d'ailleurs un record en NCCA Division I.

### American Basketball Association
Il entame ensuite sa carrière professionnelle avec les Kentucky Colonels en American Basketball Association (ABA) et accompagne le destin de l'équipe de Louisville jusqu'à la disparition de la ligue en 1976. Sa saison rookie, en 1972, est marquée par les titres de Rookie of the Year, meilleur débutant de l'année, mais également de Most Valuable Player, meilleur joueur de la ligue. Il est le meilleur rebondeur de la ligue, tant au nombre de rebonds pris avec 1 491 qu'à la moyenne, 17,8 et le meilleur contreur avec 422. Il est également le deuxième joueur le plus utilisé avec 43 minutes 6 derrière Rick Barry.
Au total, il dispute cinq saisons en ABA, figurant à chaque fois dans le premier cinq de la ligue. Il figure également à quatre reprises dans le meilleur cinq défensif,. Il termine les cinq saisons en tête du classement des rebondeurs ce qui lui permet de figurer eu second rang de l'histoire au nombre de rebonds pour la ligue avec 7 169 derrière Mel Daniels. Il est également le meilleur contreur de l'histoire de la ligue avec 1 431. Son nombre de points en ABA, 9 362 le place au dix-septième rang de l'histoire de la ligue.

### National Basketball Association

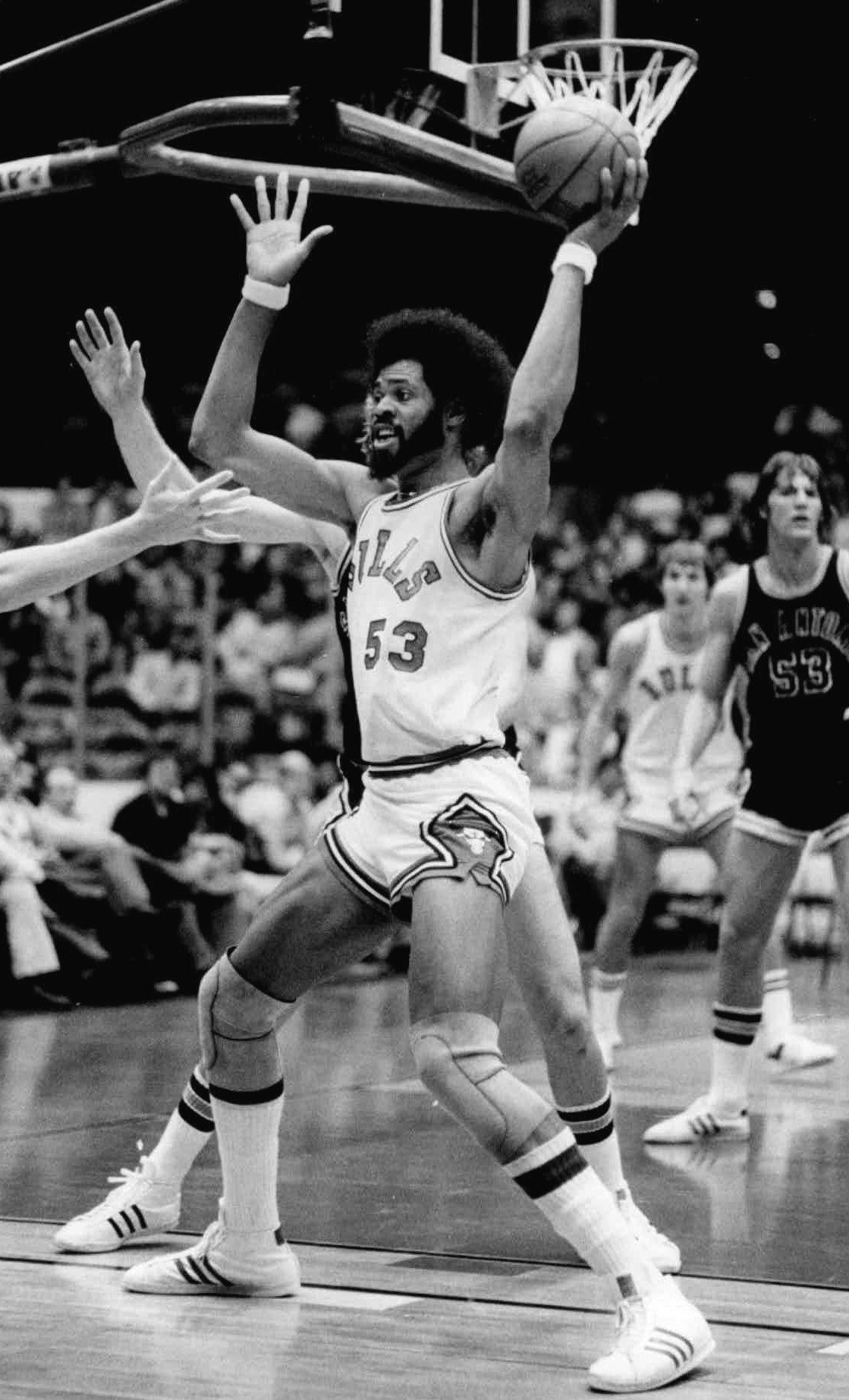
Artis Gilmore en 1977

La disparition de la ABA engendre une dispersal draft, une draft pour recruter les différents joueurs des équipes défuntes, afin de rejoindre la NBA. Gilmore est choisi comme 1er choix par les Bulls de Chicago. Pour sa première saison dans cette nouvelle ligue, il termine au troisième rang du classement des rebondeurs derrière Kareem Abdul-Jabbar et Moses Malone avec 1 070 prises soit une moyenne de 13 par matchs. Il est également quatrième du classement des contres avec 203. La saison suivante, il termine respectivement quatrième et cinquième des classements des rebondeurs et des contreurs et obtient une place dans le second cinq défensif de la NBA. Il dispute également le NBA All-Star Game 1978 avec la sélection ouest, rencontre où il inscrit 10 points, capte deux rebonds et réussit 2 contres. Il termine à quatre reprises avec le meilleur pourcentage de réussite au tir, depuis la saison 1980-1981 jusqu'à la saison 1983-1984.
Il continue de figurer les années suivantes - sauf en 1979-1980 où il ne dispute que 59 rencontres de saison régulière - dans le Top 10 des classements du nombre de rebonds et de contres. Il figure parmi les meilleurs joueurs de ces statistiques jusqu'à la saison 1984-1985 comprise. Il reste avec les Bulls jusqu'en 1982 avant de rejoindre les Spurs de San Antonio avec qui il joue jusqu'en 1987. Il finit sa carrière NBA avec une ultime saison disputée en partie avec les Bulls - 24 matchs - puis avec les Celtics de Boston.
Il rejoint ensuite l'Italie est le Bologne Arimo, où il joue une saison, en 1988-1989, pour des statistiques de 12,3 points, 11 rebonds en 31,5 minutes.

### Distinctions personnelles
Au total, Artis Gilmore est élu à cinq reprises dans les meilleures équipes de la saison, en 1971-1972, 1972-1973, 1973-1974, 1974-1975 et 1975, quatre fois dans la meilleure équipe défensive de 1973 à 1976 et une fois dans le second cinq défensif.
Il est désigné meilleur joueur de l'American Basketball Association lors de sa première année professionnelle, cumulant ainsi les titres de MVP et de rookie de l'année.
Il participe à onze All-Star Game, les cinq premiers en ABA remportant le titre de ABA All-Star Game MVP lors de la saison 1973-1974.
Artis détient aujourd'hui encore la meilleure moyenne au pourcentage de réussite aux tirs de l'histoire de la NBA avec 59,9 % de réussite. Toutefois, il est devancé par Shaquille O'Neal dans cette statistique en prenant en compte sa carrière en ABA.
À l'issue de la saison NBA 2010-2011, il figure toujours au cinquième rang du classement des rebondeurs, NBA et ABA compris, avec 16 330 prises et quatrième du classement des contreurs avec 3 178.
En 2011, il est introduit au Basketball Hall of Fame.

## Statistiques
gras = ses meilleures performances

### Universitaires
Statistiques en université d'Artis Gilmore
| Saison    | Équipe       | Matchs | Titul. | Min./m | % Tir | % 3pts | % LF | Rbds/m. | Pass/m. | Int/m. | Ctr/m. | Pts/m. |
| --------- | ------------ | ------ | ------ | ------ | ----- | ------ | ---- | ------- | ------- | ------ | ------ | ------ |
| 1967-1968 | Gardner-Webb | 31     | —      | —      | —     | —      | —    | —       | —       | —      | —      | 23,0   |
| 1968-1969 | Gardner-Webb | 36     | —      | —      | —     | —      | —    | —       | —       | —      | —      | 22,0   |
| 1969-1970 | Jacksonville | 28     | —      | —      | 58,0  | —      | 63,4 | 22,2    | 1,8     | —      | —      | 26,5   |
| 1970-1971 | Jacksonville | 26     | —      | —      | 56,5  | —      | 59,6 | 23,2    | 1,6     | —      | 10,3   | 21,9   |
| Carrière  | Carrière     | 121    | —      | —      | 57,4  | —      | 61,5 | 22,7    | 1,7     | —      | 10,3   | 23,3   |

### Professionnelles

#### Saison régulière
Légende :
| Champion ABA | MVP de la saison | Recrue/rookie de la saison | Meilleur joueur de cette catégorie statistique de la saison |

gras = ses meilleures performances
Statistiques en saison régulière d'Artis Gilmore
| Saison        | Équipe         | Matchs | Titul. | Min./m | % Tir | % 3pts | % LF | Rbds/m. | Pass/m. | Int/m. | Ctr/m. | Pts/m. |
| ------------- | -------------- | ------ | ------ | ------ | ----- | ------ | ---- | ------- | ------- | ------ | ------ | ------ |
| 1971-1972     | Kentucky (ABA) | 84     | 84     | 43,6   | 59,8  | —      | 64,6 | 17,8    | 2,7     | —      | 5,0    | 23,8   |
| 1972-1973     | Kentucky (ABA) | 84     | 84     | 41,7   | 55,9  | 50,0   | 64,3 | 17,6    | 3,5     | —      | 3,1    | 20,8   |
| 1973-1974     | Kentucky (ABA) | 84     | 84     | 41,7   | 49,3  | 0,0    | 66,7 | 18,3    | 3,9     | 0,7    | 3,4    | 18,7   |
| 1974-1975     | Kentucky (ABA) | 84     | 84     | 41,6   | 58,0  | 50,0   | 69,6 | 16,2    | 2,5     | 0,8    | 3,1    | 23,6   |
| 1975-1976     | Kentucky (ABA) | 84     | 84     | 39,1   | 55,2  | —      | 68,2 | 15,5    | 2,5     | 0,7    | 2,4    | 24,6   |
| 1976-1977     | Chicago        | 82     | 82     | 35,1   | 52,2  | —      | 66,0 | 13,0    | 2,4     | 0,5    | 2,5    | 18,6   |
| 1977-1978     | Chicago        | 82     | 82     | 37,4   | 55,9  | —      | 70,4 | 13,1    | 3,2     | 0,5    | 2,2    | 22,9   |
| 1978-1979     | Chicago        | 82     | 82     | 39,8   | 57,5  | —      | 73,9 | 12,7    | 3,3     | 0,6    | 1,9    | 23,7   |
| 1979-1980     | Chicago        | 48     | 48     | 32,7   | 59,5  | —      | 71,2 | 9,0     | 2,8     | 0,6    | 1,2    | 17,8   |
| 1980-1981     | Chicago        | 82     | 82     | 34,5   | 67,0  | —      | 70,5 | 10,1    | 2,1     | 0,6    | 2,4    | 17,9   |
| 1981-1982     | Chicago        | 82     | 82     | 34,1   | 65,2  | 100,0  | 76,8 | 10,2    | 1,7     | 0,6    | 2,7    | 18,5   |
| 1982-1983     | San Antonio    | 82     | 82     | 34,1   | 62,6  | 0,0    | 74,0 | 12,0    | 1,5     | 0,5    | 2,3    | 18,0   |
| 1983-1984     | San Antonio    | 64     | 59     | 31,8   | 63,1  | 0,0    | 71,8 | 10,3    | 1,1     | 0,6    | 2,1    | 15,3   |
| 1984-1985     | San Antonio    | 81     | 81     | 34,0   | 62,3  | 0,0    | 74,9 | 10,4    | 1,6     | 0,5    | 2,1    | 19,1   |
| 1985-1986     | San Antonio    | 71     | 71     | 33,7   | 61,8  | 0,0    | 70,1 | 8,5     | 1,4     | 0,5    | 1,5    | 16,7   |
| 1986-1987     | San Antonio    | 82     | 74     | 29,3   | 59,7  | —      | 68,0 | 7,1     | 1,8     | 0,5    | 1,2    | 11,4   |
| 1987-1988     | Chicago        | 24     | 23     | 15,5   | 51,3  | —      | 51,4 | 2,6     | 0,4     | 0,2    | 0,5    | 4,2    |
| 1987-1988     | Boston         | 47     | 4      | 11,1   | 57,4  | —      | 52,7 | 3,1     | 0,3     | 0,2    | 0,4    | 3,5    |
| Carrière      | Carrière       | 1329   | 1272   | 35,5   | 58,2  | 15,0   | 69,8 | 12,3    | 2,3     | 0,6    | 2,4    | 18,8   |
| All-Star Game | All-Star Game  | 11     | 2      | 21,4   | 60,9  | —      | 64,2 | 7,1     | 1,3     | 0,5    | 1,0    | 10,7   |

#### Playoffs
Légende :
| Champion ABA | Titre MVP des finales ABA | Meilleur joueur de cette catégorie statistique de la saison |

Statistiques en playoffs d'Artis Gilmore
| Saison   | Équipe         | Matchs | Titul. | Min./m | % Tir | % 3pts | % LF | Rbds/m. | Pass/m. | Int/m. | Ctr/m. | Pts/m. |
| -------- | -------------- | ------ | ------ | ------ | ----- | ------ | ---- | ------- | ------- | ------ | ------ | ------ |
| 1972     | Kentucky (ABA) | 6      | 6      | 47,5   | 57,1  | 0,0    | 71,1 | 17,7    | 4,2     | —      | —      | 21,8   |
| 1973     | Kentucky (ABA) | 19     | 19     | 41,1   | 54,4  | —      | 62,6 | 13,7    | 3,9     | —      | —      | 19,0   |
| 1974     | Kentucky (ABA) | 8      | 8      | 43,0   | 55,9  | 16,7   | 57,6 | 18,6    | 3,5     | 0,9    | 3,8    | 22,5   |
| 1975     | Kentucky (ABA) | 15     | 15     | 45,3   | 53,9  | —      | 77,2 | 17,6    | 2,5     | 1,0    | 2,1    | 24,1   |
| 1976     | Kentucky (ABA) | 10     | 10     | 39,0   | 60,8  | —      | 75,7 | 15,2    | 1,9     | 1,1    | 3,6    | 24,2   |
| 1977     | Chicago        | 3      | 3      | 42,0   | 47,5  | —      | 78,3 | 13,0    | 2,0     | 1,0    | 2,7    | 18,7   |
| 1981     | Chicago        | 6      | 6      | 41,2   | 58,3  | —      | 69,1 | 11,2    | 2,0     | 1,0    | 2,8    | 18,0   |
| 1983     | San Antonio    | 11     | 11     | 36,5   | 57,6  | —      | 69,6 | 12,9    | 1,6     | 0,8    | 3,1    | 16,7   |
| 1985     | San Antonio    | 5      | 5      | 37,0   | 55,8  | —      | 68,9 | 10,0    | 1,4     | 0,4    | 1,4    | 17,8   |
| 1986     | San Antonio    | 3      | 3      | 35,7   | 66,7  | —      | 57,1 | 6,0     | 1,0     | 2,3    | 0,3    | 13,3   |
| 1988     | Boston         | 14     | 0      | 6,1    | 50,0  | —      | 50,0 | 1,4     | 0,1     | 0,0    | 0,3    | 1,1    |
| Carrière | Carrière       | 100    | 86     | 36,3   | 56,1  | 0,0    | 68,8 | 12,7    | 2,3     | 0,8    | 2,2    | 17,7   |

## Pour approfondir